# Long Hiệp, Vĩnh Long
Long Hiệp là một xã thuộc tỉnh Vĩnh Long, Việt Nam.

## Địa lý
Xã Long Hiệp có vị trí địa lý:
- Phía đông giáp xã Hiệp Mỹ và Ngũ Lạc.
- Phía tây giáp xã Trà Cú.
- Phía nam giáp xã Đôn Châu và Hàm Giang.
- Phía bắc giáp xã Tập Sơn và Nhị Trường.

Xã Long Hiệp có diện tích 65,17 km², dân số năm 2025 là 32.425 người, mật độ dân số đạt 497 người/km².

## Hành chính
Xã Long Hiệp được chia thành 22 ấp: Chợ, Giồng Chanh A, Giồng Chanh B, Nô Rè, Trà Sất A, Trà Sất B, Trà Sất C, Nô Men, Ba Trạch A, Ba Trạch B, Bến Nố, Chông Bát, Long Trường, Con Lọp, Sóc Ruộng, Sà Vần A, Sà Vần B, Ba Cụm, Rạch Bót, Tha La, Giồng Cao, Tắc Hố.

## Lịch sử
Sau năm 1975, Long Hiệp là một xã thuộc huyện Trà Cú.
Ngày 15 tháng 9 năm 1981, Hội đồng Bộ trưởng Quyết định 69-HĐBT về việc chia xã Long Hiệp thành ba xã là xã Long Hiệp, xã Tân Hiệp và xã Ngọc Biên.
Ngày 15 tháng 10 năm 2019, Hội đồng Nhân dân tỉnh Trà Vinh ban hành Nghị quyết 157/NQ-HĐND về việc sáp nhập hai ấp Nô Rè A và ấp Nô Rè B thành ấp Nô Rè.
Ngày 16 tháng 6 năm 2025, Ủy ban Thường vụ Quốc hội ban hành Nghị quyết số 1687/NQ-UBTVQH15 về việc sắp xếp các đơn vị hành chính cấp xã của tỉnh Vĩnh Long năm 2025. Theo đó, sắp xếp toàn bộ diện tích tự nhiên, quy mô dân số của các xã Long Hiệp, Tân Hiệp và Ngọc Biên thành xã mới có tên gọi là xã Long Hiệp.
Sau khi sáp nhập, xã Long Hiệp có 65,17 km² diện tích tự nhiên và dân số 32.425 người.